# 朱比特灣殖民地 (佛羅里達州)
朱比特灣殖民地（英語：Jupiter Inlet Colony），是美国佛罗里达州下属的一座城镇。建立于1959年。面积约为0.6平方公里（约合0.2平方英里）。根据2010年美国人口普查，该市有人口400人。论人口在本州排行第378。